# Escut d'Ontinyent
L'escut d'Ontinyent és un símbol representatiu oficial del municipi d'Ontinyent, de la comarca de la Vall d'Albaida, al País Valencià.

## Descripció
Té el següent blasonament:
| « | Escut quadrilong de punta redona. En camp d'atzur, un castell de tres torres d'or, la del mig de major altura, i de les altres dues laterals, ambdós grius de gules, dos corrents d'aigua d'argent, que cauen sobre un riu, les ones del qual són d'atzur i argent. En cap, un cairó amb les armes reials d'Aragó: d'or, quatre pals de gules. Per timbre, una corona reial oberta. | » |

## Història
L'escut fou aprovat per Resolució de 13 d'agost de 1999, publicada en el DOGV núm. 3.590, de 24 de setembre de 1999.
Es tracta de l'escut tradicional d'Ontinyent, amb la representació de l'antic castell sobre les ones, en al·lusió a la situació de la ciutat vora el riu Clarià. Els dos grius rajant aigua són segurament un senyal parlant que simbolitza una font, en al·lusió al començament del topònim de la localitat. Els quatre pals són les armes del Regne, ja que Ontinyent fou vila reial amb representació a les Corts.

## Imatges

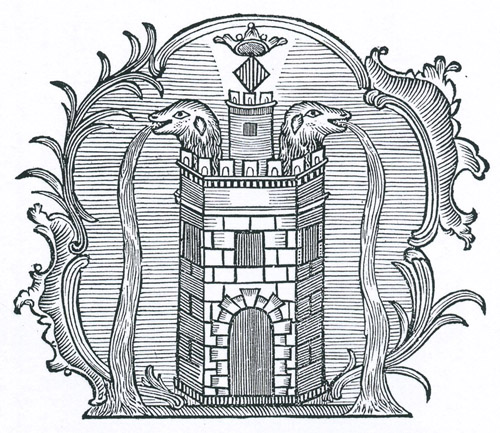
Escut a les «Ordenanzas del buen gobierno» (Faulí, 1767).
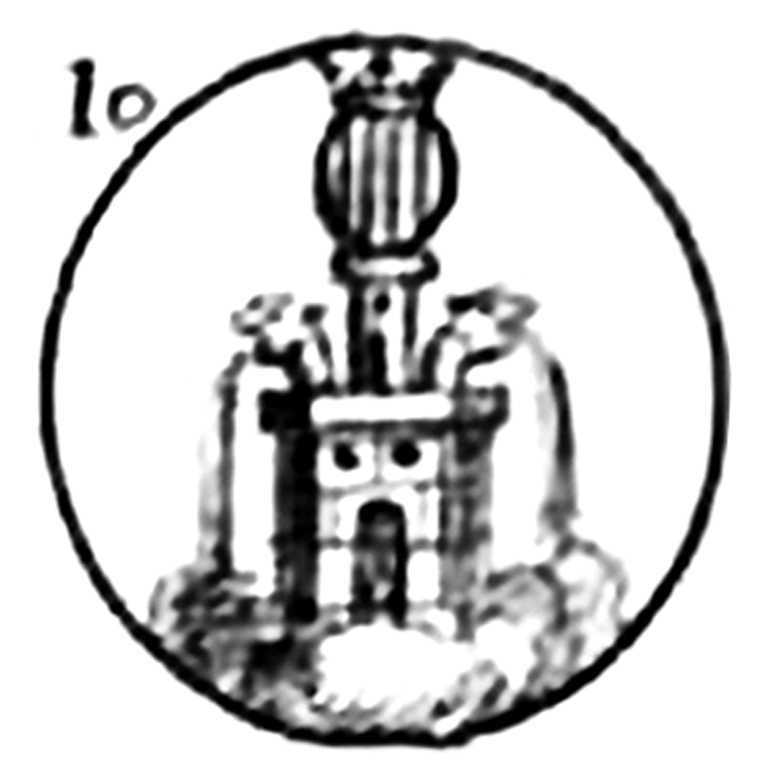
Escut a l'«Atlante español» (Espinalt, 1784).
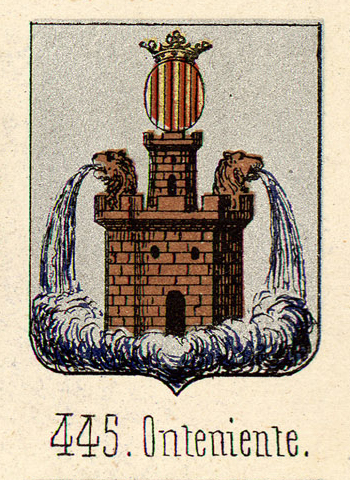
Escut al «Trofeo heroico» (Piferrer, 1860).
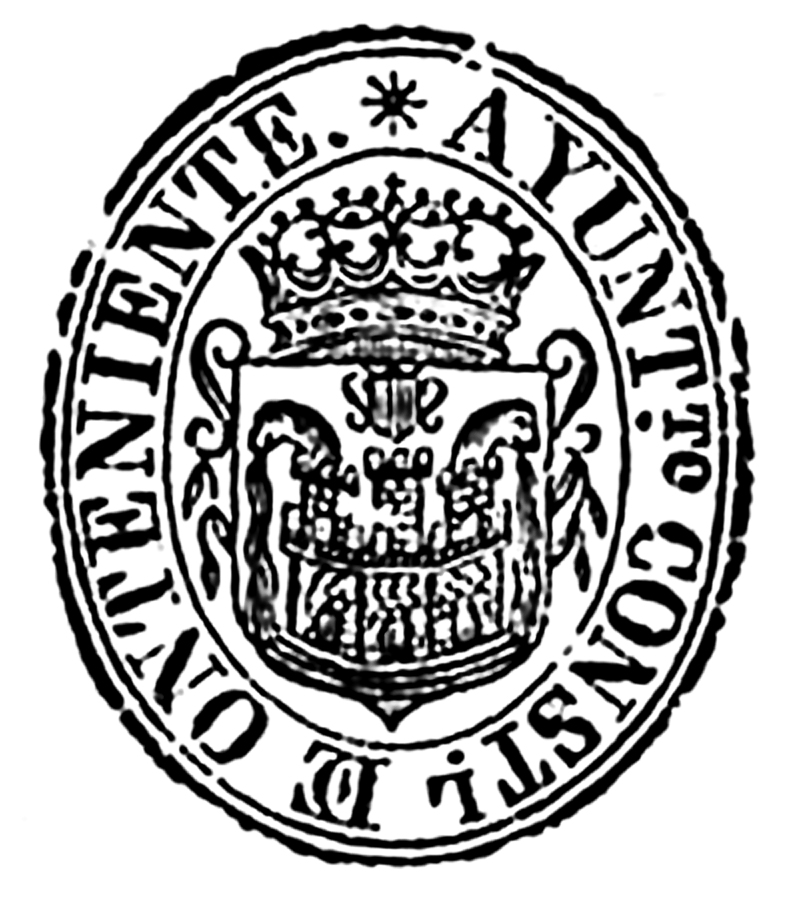
Empremta d'un segell de l'Ajuntament, AHN, 1876.
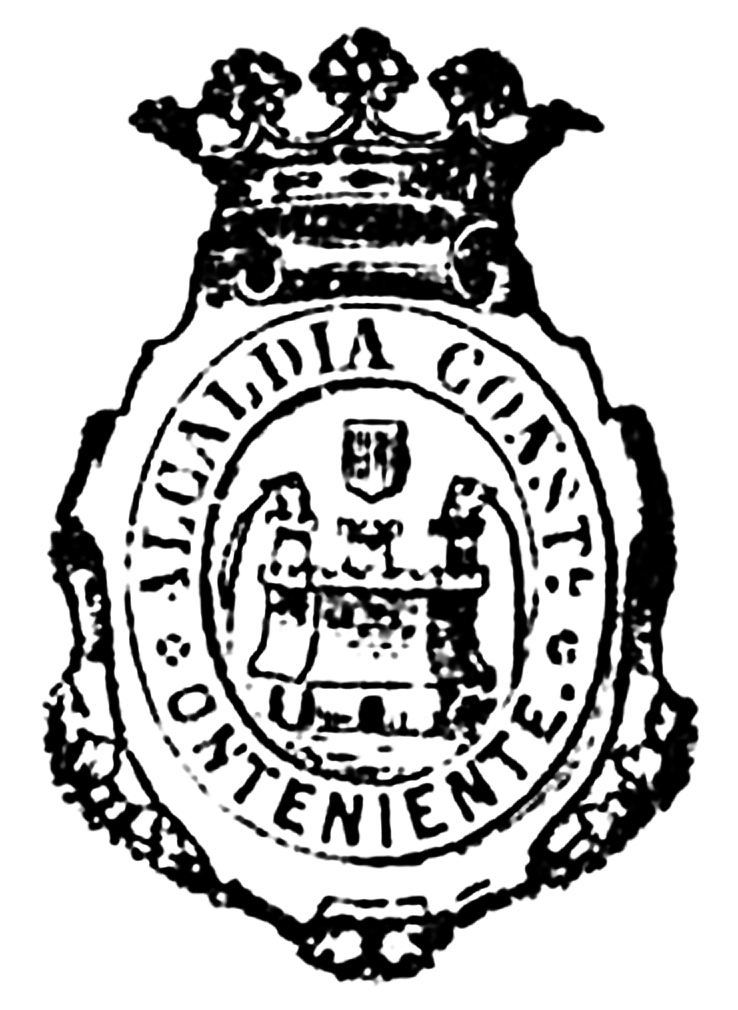
Ídem de l'Alcaldia, AHN, 1876.